# Patti LaBelle
Patti LaBelle, född Patricia Louise Holte den 24 maj 1944 i Philadelphia, Pennsylvania, är en amerikansk R&B- och soulsångare och låtskrivare som sjungit i två band, Patti LaBelle and The Bluebelles och Labelle. Hon är känd för sin starka lättigenkännliga stämma som sträcker sig över höga oktaver. Hennes biografi Don't Block the Blessings, låg i toppen av New York Times bästsäljarlista i flera veckor. Hon har även skrivit bästsäljande kokböcker.

## De tidiga åren
Patti LaBelle föddes som det fjärde av fem barn, med tre systrar och en bror. Hon började sjunga i kyrkan som fjortonåring. Hon var blyg, men hade en röst som en stjärna. Hennes lärare rekommenderade henne att starta en sånggrupp. 
Som Patsy Holte startade hon 1958 the Ordettes, en tjejgrupp med fyra medlemmar. Året efter, då två av medlemmarna slutade, tog hon och Sandra Tucker in Nona Hendryx och Sarah Dash. När Tuckers familj fick Sandra att lämna gruppen ersattes hon med Cindy Birdsong.  
Två år gick tills tjejerna gick på audition för Blue Note Records. Det var nära att Patti, eller "Patsy" som familj och vänner kallade henne, inte blev frontsångerska eftersom skivbolagets ansvarige inte tyckte att hon var tillräckligt vacker för den uppgiften. Men han ändrade sig då hon började sjunga. Han signade dem under två villkor, the Ordettes skulle därefter kallas The Bluebelles och Patricia "Patsy" Holt skulle kallas Patti LaBelle. "LaBelle" betyder "den vackra" på franska. Namnet ändrades senare till Patti LaBelle and The Bluebelles efter att en manager med ett band med samma namn hotade med att stämma dem.

## Succé med the Bluebelles
Patti LaBelle & the Bluebelles fick sin första Topp 40 pophit 1960 med doo-wopsingeln "I Sold My Heart to the Junkman." Samma år började de uppvakta publiken på New Yorks legendariska Apollo Theater vilket senare gav dem smeknamnet "The Apollo Sweethearts." Under 1950-talet var Patti LaBelle & the Bluebelles några av de hetaste turnerande artisterna på den så kallade chitlin' circuit 1964 gjorde de succé igen med låtar som "Danny Boy" och "Down the Aisle."
På skivbolaget Atlantic Records 1966 gjorde de en låt som senare skulle komma att bli Pattis signatursång, hennes version av "Somewhere Over the Rainbow." Vid denna tid var Patti LaBelle förlovad med Temptationsmedlemmen Otis Williams, men paret slog upp förlovningen på grund av krockande turnéscheman. Följande år fick LaBelle, Dash & Hendryx en chock då Cindy Birdsong lämnade gruppen för att istället börja i The Supremes, som ersättare för Florence Ballard. Det skulle dröja år innan de talade med varandra igen.

## Labelle
År 1970 flyttade Patti and the Bluebelles till England där de träffade promotorn Vicki Wickham, som tidigare arbetat för Janis Joplin. Följande år återvände de till Amerika, med ett nytt namn, Labelle – och en ny attityd, sångstil och en ny garderob. De tidigare "Apollo Sweethearts" var nu kvinnor med vardagsklädsel och afrikanska smycken och de sjöng nu om rasism, sexism och politik. Deras nya sound uppskattades inte av publiken. 
1974 ändrade de stil igen, till rymdaktiga rockiga uniformer, och började sjunga om sex, rymden, politik och saker som många funk- och rockband sjöng om på den tiden, med en skillnad - inga tjejgrupper hade ditintills använt den typen av kontroversiellt material. Deras publik hade vuxit så mycket att de i oktober det året var den första afroamerikanska popgrupp som uppträdde i Metropolitan Opera House. I december samma år släpptes deras mest framgångsrika album, Nightbirds, med hiten "Lady Marmalade," som tog första platsen på Hot 100 år 1975, och Nightbirds sålde guld. De fick inte samma framgång med de följande albumen, Phoenix och Chameleon, men musikkritiker kallade dem experimentella och banbrytande.  

## Solokarriär

### 1970-talet
Nona drabbades av ett nervöst sammanbrott under en föreställning i Baltimore 1976 vilket ledde till att gruppen plötsligt splittrades. Patti LaBelle släppte sitt debutalbum Patti LaBelle 1977 på Epic Records, där hon kom att släppa ytterligare tre album under de kommande åren. Debutalbumet blev en framgång, åtminstone på R&B-listorna, särskilt med balladen "You Are My Friend" och den funkigare "Joy To Have Your Love," vilken visar Pattis stora bredd med typisk Philadelphia-soul med tung bas. Följande år släppte hon sitt mest hyllade album, Tasty, med salsahiten "Teach Me Tonight (Me Gusta Tu Baile)." Nästa steg var albumet It's Alright With Me med discoklassikern Music Is My Way Of Life, det sista album hon släppte på Epic var Released, vilket sålde bättre än det föregående på listorna men det fanns inga betydelsefulla hits, och hon fick inte heller samma hyllningar från kritikerna. 21 juli 1979, uppträdde hon på Amandla Festival tillsammans med bland andra Bob Marley, Dick Gregory och Eddie Palmieri.

## Diskografi

### Album
- 1962 Sleigh Belles, Jingle Belles, and Bluebelles (med the Bluebelles)
- 1963 Sweethearts of the Apollo (med the Bluebelles)
- 1965 The Bluebelles on Stage (med the Bluebelles)
- 1966 Over the Rainbow (med the Bluebelles)
- 1967 Dreamer (med the Bluebelles)
- 1971 Labelle (som Labelle)
- 1972 Moon Shadow (som Labelle)
- 1973 Pressure Cookin' (som Labelle)
- 1974 Nightbirds (som Labelle) (#7 U.S.) (Gold)
- 1975 Phoenix (som Labelle) (#44 U.S.)
- 1976 Chameleon (som Labelle) (#94 U.S.)
- 1977 Patti LaBelle (#62 U.S.) (#16 R&B)
- 1978 Tasty (#129 U.S.)
- 1979 It's Alright with Me (#145 U.S.)
- 1980 Released (#114 U.S.)
- 1981 The Spirit's In It (#156 U.S.)
- 1983 I'm In Love Again (#40 U.S.) (#4 R&B) (Gold)
- 1985 Patti (#72 U.S.) (#13 R&B) (Gold)
- 1986 Winner in You (#1 U.S., #1 R&B, #30 UK, #29 U.S. Dance) (Platinum)
- 1989 Be Yourself (#86 U.S.)
- 1990 This Christmas
- 1991 Burnin' (#71 U.S.) (#13 R&B) (Gold)
- 1992 Live! (#135 U.S.) (#15 R&B)
- 1994 Gems (#48 U.S.) (#7 R&B) (Gold)
- 1997 Flame (#39 U.S.) (#10 R&B) (Gold)
- 1998 Live! One Night Only (#182 U.S.) (#52 R&B)
- 2000 When a Woman Loves (#63 U.S.) (#26 R&B)
- 2004 Timeless Journey (#18 U.S.) (#5 R&B) (Gold)
- 2004 New Day: Dance Club Mixes (#11 U.S. Dance)
- 2005 Classic Moments (#24 U.S.) (#5 R&B)
- 2006 The Gospel According To Patti LaBelle (#86 U.S. #17 R&B & #1 U.S. Gospel)
- 2007 Miss Patti's Christmas